# Gensko prepisovanje pri prokariontih
Gensko prepisovanje pri prokariontih poteka v citoplazmi hkrati s translacijo. 

## Elementi, ki sodelujejo pri prepisovanju

### Transkripcijska enota
Pri prepisovanju sodeluje le ena veriga DNK – matrična veriga. Za uspešno transkripcijo so potrebna različna zaporedja, ki skupaj tvorijo transkripcijsko enoto. 
Promotor se po navadi nahaja ob mestu začetka transkripcije. Nanj se veže polimeraza RNA in določa katera veriga se bo prepisala, v katero smer bo potekalo prepisovanje ter kje se nahaja mesto začetka prepisovanja. Zaporedja nukleotidov se večinoma zelo razlikujejo med promotorji, vendar določena območja izkazujejo podobnosti v zaporedju nukleotidov. Ta tako imenovana skupna zaporedja se pojavljajo na določenih mestih. Pomembni skupni zaporedji sta -35 in -10, slednje poznamo tudi pod imenom Pribnowovo zaporedje. Mutacije v teh zaporedjih po navadi upočasnijo hitrost transkripcije, včasih pa jo povečajo. Promotor sam ni prepisan. 
RNK-kodirajoče območje sestavljajo nukleotidi, ki se prepišejo v mRNK. Zaključevalno zaporedje oziroma terminator določa, kje se konča transkripcija. Terminator je po navadi del kodirajočega območja in se prepiše.

### Polimeraza RNK
Polimeraza RNK je pri bakterijah sestavljena iz osrednjega dela encima in občasnih funkcijskih podenot. Osrednji del sestavlja pet podenot: dvakrat alfa (α), podenota beta (β), podenota črtica-beta (β') in omega (ω).  Pomembna funkcijska podenota je dejavnik sigma (σ), ki skupaj z osrednjim encimom tvori holoencim. Faktor sigma igra pomembno vlogo pri iniciaciji, saj nadzoruje vezavo polimeraze RNK na promotor. Pri posebnih vrstah terminacije igra pomembno vlogo tudi dejavnik ro (ρ).

### Ribonukleozid trifosfat
Gradniki, ki so uporabljeni pri prepisovanju in sestavljajo mRNK so ribonukleozid trifosfati. Sinteza poteka, tako da se ribonukleotidi vežejo na 3'-OH skupino zadnjega ribonukleotida rastoče mRNK. Pri tem se odcepita dva fosfata (izjema je le prvi ribonukleotid). Med nukleotidi je fosfodiesterska vez. 

## Transkripcija
Transkripcija poteka v treh korakih: iniciacija, elongacija in terminacija. 

### Iniciacija
Osrednji encim in dejavnik sigma se združita in vežeta na skupni zaporedji -10 ter -35. Pri Pribnowovem zaporedju se DNK začne odvijati, pri tem se odvije približna dolžina 15 nukleotidov - nastane t.i transkripcijski mehurček, znotraj katerega bo potekala transkripcija. Nekateri bakterijski promotorji vsebujejo zgornji element, ki se nahaja nekje med nukleotidoma -40 in -60. Podenota alfa stopa v interakcijo s tem elementom, ki lahko zelo pospeši transkripcijo. 
Polimeraza RNK se nahaja nad mestom začetka transkripcije (+1) in na tem mestu začne povezovati baze ribonukleozid trifosfatov s komplementarnimi bazami na DNK ter z rastočo molekulo RNK. Ko je dodanih nekaj ribonukleotidov, se dejavnik sigma loči od osrednjega encima.

### Elongacija
Med elongacijo se RNK polimeraza premika navzdol ter z njo transkripcijski mehurček (navzdolnji del mehurčka se odvija, medtem ko se navzgornji del zavija). Polimeraza dodaja ribonukleotide k rastoči mRNK na podlagi matrične DNK. Pri bakterijskih celicah je vsako sekundo dodanih približno 40 ribonukleotidov pri 37 °C. Transkripcija se nadaljuje tudi v zaključevalnem zaporedju.

### Terminacija
Transkripcija se nadaljuje v zaključevalno zaporedje, kar pomeni, da do prekinitve prepisovanja pride šele po prepisu terminatorja. Pri bakterijah obstajata dve vrsti terminatorjev: ro-neodvisni ter ro-odvisni terminatorji. 
Ro-neodvisni terminatorji vsebujejo obrnjeno ponovitev, katere prepis povzroči lasnično zanko. Tej ponovitvi sledi zaporedje šestih adenin-nukleotidov, ki se prepišejo v uracil. Vez med adeninom in uracilom je relativno nestabilna, lasnica pa jo še dodatno destabilizira in RNK se loči od matrične verige.
Ro-odvisen terminator vsebuje dve zaporedji. Eno zaporedje zaustavi prepisovanje, drugo zaporedje (navzgor od prvega) pa se prepiše v mRNK in sem se veže dejavnik ro. Ro se nato začne premikati proti 3' koncu in povzroči, da se RNK loči od DNK. 